# Im Sang-jo
Im Sang-jo (em coreano:  임 상조; 16 de maio de 1930) é um ex-ciclista olímpico sul-coreano. Sang-jo representou o seu país durante os Jogos Olímpicos de Verão de 1952 e 1956.